# Графство Цутфен
Графството Цутфен (на немски: Grafschaft Zutphen; на нидерландски: Graafschap Zutphen) се намира в днешната провинция Гелдерланд в Нидерландия. Създава се 1046 г. от замък Цутфен и Господство Цутфен в северната част на Хамаланд.

## История
През август 1046 г. крал Хайнрих III (1039 – 1056) подарява територия в Северен Хамаланд на епископа на Утрехт, след като сваля тогавашния собственик, Готфрид с Брадата, херцог на Долна Лотарингия от фамилията на Вигерихидите, заради бунтуване. Първият граф на Цутфен става Готшалк († 1063), който не е участвал във въстанието. Той е васал на епископа на Утрехт. Така през 1046 г., се образува „Графство Северен Хамаланд“, което скоро става „Графство Цутфен“.
Най-известеният граф на Цутфен е синът на Готшалк, Ото II, чиято дъщеря Ермгард фон Цутфен, около 1127 г. се омъжва за Герхард II фон Васенберг, с което Графство Цутфен и Графство Гелдерн се съединяват. Техният син, Хайнрих I, става тогава „граф на Гелдерн и Цутфен“. През 1339 г. Гелдерн е издигнато на херцогство и владетелите се наричат „Херцог фон Гелдерн и граф фон Цутфен“.
Гелдерн и Цутфен отиват 1371 г. на графовете на Юлих, 1423 г. на Дом Егмонт и 1538 г. на фамилията фон Марк, които едновременно са херцози на Юлих, Клеве и Берг също графове на Марк и Равенсберг, и господари на Равенщайн. През 1543 г. графството заедно с Херцогство Гелдерн отива на Хабсбургите. Оттогава графството Цутфен е към Бургундиски имперски окръг. През 1579 г. от кралството се отделят „Седемте провинции“, по-късните Съединени провинции. Гелдерн и Цутфен тогава влизат в новата държава.